# Masca leucogastralis
Masca leucogastralis là một loài bướm đêm trong họ Erebidae.